# Australoporus tasmanicus
Australoporus tasmanicus är en svampart som först beskrevs av Miles Joseph Berkeley, och fick sitt nu gällande namn av P.K. Buchanan & Ryvarden 1988. Australoporus tasmanicus ingår i släktet Australoporus och familjen Polyporaceae.   Inga underarter finns listade i Catalogue of Life.